# Antegnati

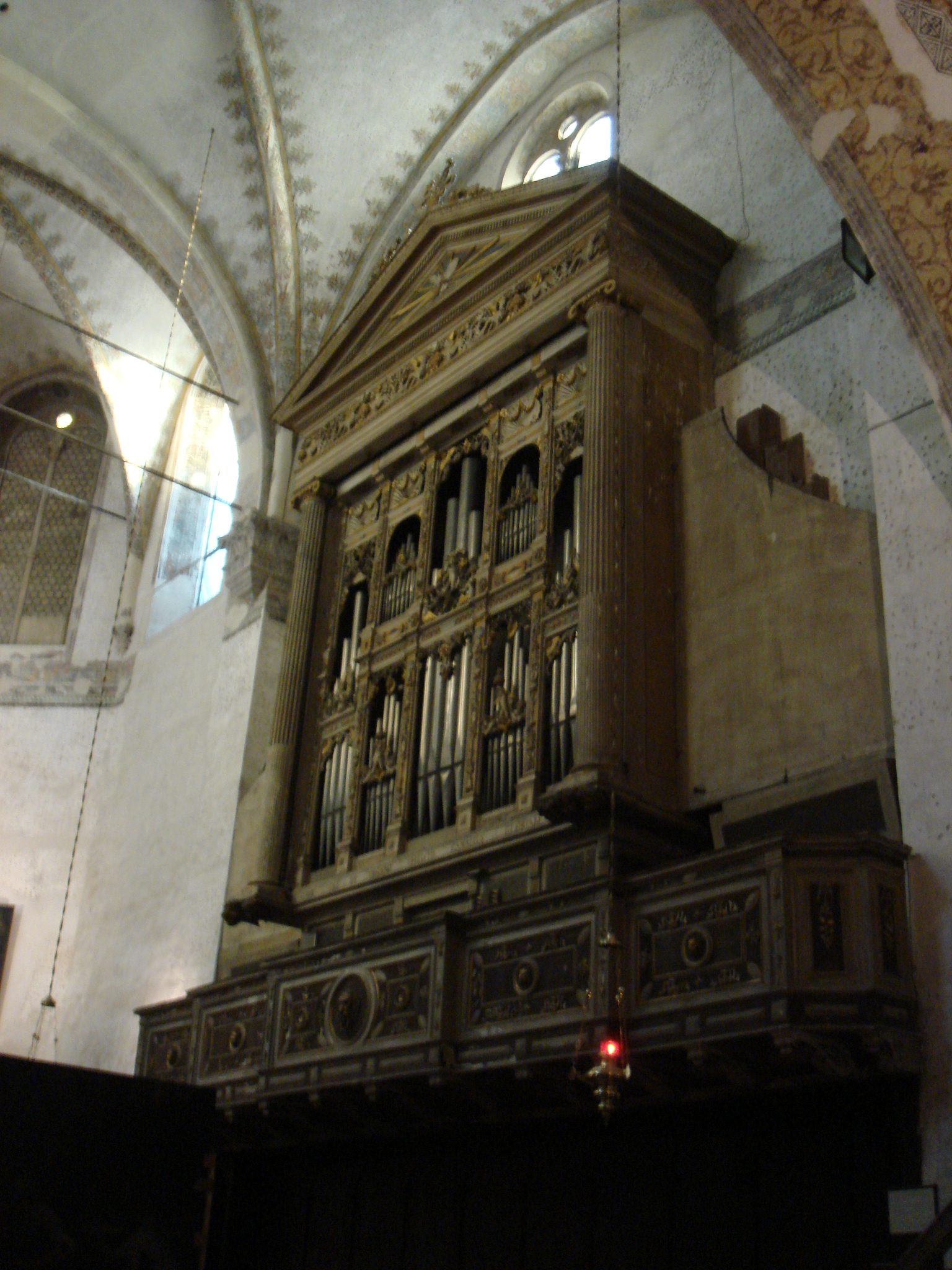
Organy Gian Giacomo Antegnati w Bresci, 1536

Antegnati – włoska rodzina organmistrzów i muzyków, działająca we Włoszech od XV do XVII wieku.
Pierwszym przedstawicielem rodu muzyków był Bartolomeo (ur. ok. 1445 w Bresci, zm. ok. 1501 w Bergamo), działający w Cremonie, Bergamo, Como i Mantui. Jego dzieło kontynuowali jego synowie: Giovan Francesco, Gian Giacomo (odbudował organy w katedrze mediolańskiej – 1532) oraz Giovanni Battista.
Najsłynniejszym przedstawicielem tego rodu był syn Giovanniego Battisty – Graziadio. Budowane przez niego organy miały perfekcyjnie wykonaną mechanikę oraz czysty, miękki dźwięk. Był wykonawcą m.in. organów w katedrze w Chiari oraz w kościele Santa Maria Maggiore w Bergamo i San Giuseppe w Bresci. Graziadio od 1570 pracował wraz ze swoim synem Costanzo (ur. 1549, zm. 16 lutego 1624).
Costanzo Antegnati był autorem i budowniczym organów w kościołach:
- Steccata w Parmie
- San Gaetano w Bresci
- Sant’ Agostino w Bergamo
- San Marco w Mediolanie

Costanzo Antegnati swoje metody pracy oraz zdobyte doświadczenie opublikował w pracy Die Kunst des Orgelbaus (1607). Był również kompozytorem (m.in. canzon) i organistą. Jego wnuk – Graziadio był ostatnim przedstawicielem rodu.